# Supercines
Supercines es la mayor cadena de cines de Ecuador, perteneciente a Grupo El Rosado.
La cadena cuenta con secciones VIP, salas IMAX con pantallas gigantes de 24 x 14m, alta definición, sonido cuatriamplificado Digital Surround Ex y salas digitales 3D. En la actualidad posee más de 110 salas de cine en el país, repartidas en más de 10 ciudades.

## Sedes
La cadena posee salas de cine en las siguientes ciudades de Ecuador:
- Ambato
- Babahoyo
- Bahía de Caráquez
- Daule
- Durán
- Guayaquil
- La Libertad
- Machala
- Manta
- Milagro
- Playas
- Portoviejo
- Quevedo
- Quito
- Riobamba
- Samborondón
- Santo Domingo

## Controversias

### La muerte de Jaime Roldós
En agosto de 2013, la cadena fue convocada por la Superintendencia de Control del Poder de Mercado de Ecuador para dar explicaciones sobre porqué se negó a proyectar el documental La muerte de Jaime Roldós, esto luego de que el hecho fuera denunciado por el ministro coordinador de Conocimiento y Talento Humano. La cadena también recibió una carta escrita por un colectivo de cineastas ecuatorianos, incluyendo a Sebastián Cordero, en que rechazaban la negativa de la misma de presentar el filme. Otra persona que criticó el proceder de la empresa, fue la hija del expresidente Jaime Roldós y excandidata presidencial, Martha Roldós, la misma que dijo que la decisión de Supercines representaba un boicot contra el documental.
Johnny Czarninski, presidente ejecutivo de Supercines, presentó en días posteriores una carta en la que aseveraba que la decisión tomada por la cadena se basó en que, al ser la misma una empresa de entretenimiento y no de comunicación, "le asiste el derecho de evitar dentro de lo posible la proyección en sus salas de documentales, películas y comerciales cuyo contenido implícita o explícitamente pueda entenderse como de carácter político, religioso o que promuevan cualquier tipo de discriminación".